# Piratgruppen
Piratgruppen är den danska varianten på Piratbyrån. Piratgruppen har en egen wiki.